# IC 4936
IC 4936 је спирална галаксија у сазвјежђу Паун која се налази на листи објеката дубоког неба у Индекс каталогу.
Деклинација објекта је - 61° 25' 42" а ректасцензија 20h 5m 52,3s. Привидна величина (магнитуда) објекта IC 4936 износи 14,0 а фотографска магнитуда 14,6. Налази се на удаљености од 38,240 милиона парсека од Сунца. IC 4936 је још познат и под ознакама ESO 143-6, AM 2001-613, PGC 64088.